# Lola Albright
Lola Jean Albright (Akron, 20 luglio 1925 – Toluca Lake, 23 marzo 2017) è stata una modella, attrice e cantante statunitense.

## Biografia

### Carriera
Lola Albright lavorò come modella prima di trasferirsi a Hollywood. Iniziò la sua carriera nel 1947 con un piccolo ruolo in La danza incompiuta, un film drammatico diretto da Henry Koster, e ne girò altri in numerose parti non accreditate, fino a che ebbe un ruolo importante nella pellicola di successo Il grande campione (1949), ove recitò accanto a Kirk Douglas. Nello stesso anno ebbe un'altra piccola parte non accreditata nella commedia La foglia di Eva, di Peter Godfrey, il cui attore protagonista era il futuro Presidente U.S.A., Ronald Reagan.
Negli anni successivi la Albright comparve in ruoli secondari in ben venti film, compresi B movie di genere western, ed apparve anche come guest star in alcune serie televisive tra le quali Alfred Hitchcock Presents, Io e i miei tre figli, The Beverly Hillbillies, Bonanza, Medical Center, McMillan e signora, Colombo, The Dick Van Dyke Show e Quincy.
Nal 1958 ottenne il ruolo di Edie Hart in Peter Gunn, una serie televisiva poliziesca prodotta da Blake Edwards, contenente i temi musicali che resero famoso Henry Mancini: ella interpretava una cantante di night club cui era sentimentalmente interessato il protagonista Peter Gunn, interpretato a sua volta dall'attore  Craig Stevens.
Nel 1959 ottenne la  nomination all'Emmy Award per il "Miglior attrice non protagonista in una serie drammatica". Il suo ruolo richiedeva che lei cantasse e ciò condusse nel 1957 alla commercializzazione del suo album discografico Lola Wants You e nel 1959 al Dreamsville, nel quale cantava accompagnata da Henry Mancini e la sua orchestra.
La popolarità raggiunta fece ottenere alla Albright ruoli migliori sul grande schermo, tra i quali in Pugno proibito (1962) con Elvis Presley, nel film francese Crisantemi per un delitto (1964), diretto da René Clément, con Alain Delon e Jane Fonda, e nel western epico La via del West (1967), diretto da Andrew V. McLaglen, al fianco di attori quali Kirk Douglas, Robert Mitchum e Richard Widmark.
Nel 1964 ricomparve a fianco di Craig Stevens, suo ex collega nella serie televisiva  Peter Gunn, interpretando la parte di Duff Daniels nell'episodio Sticks and Stones Can Break My Bones della breve serie drammatica TV Mr.Broadway, trasmessa in 13 puntate dalla CBS.
Nel 1966 vinse l'Orso d'argento per la migliore attrice nella XVI edizione del Festival internazionale del cinema di Berlino per la sua interpretazione di Marie Greene nel film di George Axelrod Lord Love a Duck.
La Albright sostituì poi provvisoriamente Dorothy Malone nella soap opera Peyton Place, allorché la Malone dovette subire un intervento chirurgico d'urgenza.
Continuò a recitare per il cinema e la televisione fino al suo ritiro dalle scene, avvenuto nel 1984.

## Vita privata
Lola Albright si sposò tre volte. Dopo un matrimonio fallito, nel 1952 sposò l'attore Jack Carson, dal quale divorziò sei anni dopo. Il 20 maggio 1961 sposò in terze nozze al Tropicana di Las Vegas l'attore Bill Chadney, suo collega di spettacolo nella serie televisiva Peter Gunn, dal quale divorziò nel 1975. Dai tre matrimoni Lola Albright non ebbe figli.

## Filmografia parziale

### Cinema
- La danza incompiuta (The Unfinished Dance), regia di Henry Koster (1947)
- Il pirata (The Pirate), regia di Vincente Minnelli (1948)
- Ti amavo senza saperlo (Easter Parade), regia di Charles Walters (1948)
- La bella imprudente (Julia Misbehaves), regia di Jack Conway (1948)
- Il grande campione (Champion), regia di Mark Robson (1949)
- Tulsa, regia di Stuart Heisler (1949)
- La foglia di Eva (The Girl from Jones Beach), regia di Peter Godfrey (1949)
- Bodyhold, regia di Seymour Friedman (1949)
- Roba da matti (The Good Humor Man), regia di Lloyd Bacon (1950)
- Beauty on Parade, regia di Lew Landers (1950)
- When You're Smiling, regia di Joseph Santley (1950)
- He's a Cockeyed Wonder, regia di Peter Godfrey (1950)
- La città del terrore (The Killer That Stalked New York), regia di Earl McEvoy (1950)
- Mani insanguinate  (Sierra Passage), regia di Frank McDonald (1950)
- Arctic Flight, regia di Lew Landers (1952)
- La frusta d'argento (The Silver Whip), regia di Harmon Jones (1953)
- Il tesoro della montagna rossa (Treasure of Ruby Hills), regia di Frank McDonald (1955)
- Il grande matador (The Magnificent Matador), regia di Budd Boetticher (1955)
- Il fidanzato di tutte (The Tender Trap), regia di Charles Walters (1955)
- La carica delle mille frecce (Pawnee), regia di George Waggner  (1957)
- Passo Oregon (Oregon Passage), regia di Paul Landres (1957)
- La meteora infernale (The Monolith Monsters), regia di John Sherwood (1957)
- Seven Guns to Mesa, regia di Edward Dein (1958)
- Vento freddo d'agosto (A Cold Wind in August), regia di Alexander Singer (1961)
- Crisantemi per un delitto (Les Félins), regia di René Clément (1964)
- Lord Love a Duck, regia di George Axelrod (1966)
- La via del West (The Way West), regia di Andrew V. McLaglen (1967)
- La giungla del denaro (The Money Jungle), regia di Francis D. Lyon (1967)
- Che cosa hai fatto quando siamo rimasti al buio? (Where Were You When the Lights Went Out? ), regia di Hy Averback (1968)
- Gli anni impossibili (The Impossible Years), regia di Michael Gordon (1968)

### Televisione
- Armstrong Circle Theatre – serie TV, 1 episodio (1951)
- Lux Video Theatre – serie TV, 2 episodi (1951)
- Four Star Review – serie TV, 9 episodi (1951–1952)
- Gunsmoke – serie TV, episodio 1x13 (1955)
- Screen Directors Playhouse – serie TV, episodio 1x04 (1955)
- The Bob Cummings Show – serie TV, 6 episodi (1955-1957)
- Four Star Playhouse – serie TV, 1 episodio (1956)
- Celebrity Playhouse – serie TV, episodio 1x39 (1956)
- The Red Skelton Show – serie TV, 3 episodi (1956–1957)
- Target – serie TV, episodio 1x39 (1958)
- L'uomo ombra (The Thin Man) – serie TV, episodio 1x29 (1958)
- Panico (Panic!) – serie TV, episodio 2x12 (1958)
- Peter Gunn – serie TV, 85 episodi (1958–1961)
- Michael Shayne – serie TV episodio 1x04 (1960)
- General Electric Theater – serie TV, episodio 10x03 (1961)
- Avventure in paradiso (Adventures in Paradise) – serie TV, episodio 3x10 (1961)
- I detectives (The Detectives) – serie TV, episodio 3x11 (1961)
- Alfred Hitchcock presenta (Alfred Hitchcock Presents) – serie TV, episodio 7x12 (1962)
- Io e i miei tre figli (My Three Sons) – serie TV, episodio 3x14 (1962)
- L'ora di Hitchcock (The Alfred Hitchcock Hour) – serie TV, episodi 1x09-3x08 (1962-1964)
- Undicesima ora (The Eleventh Hour) – serie TV, 1 episodio (1963)
- The Beverly Hillbillies – serie TV, 1 episodio (1963)
- La legge di Burke (Burke's Law) – serie TV, 5 episodi (1963-1965)
- The Dick Van Dyke Show – serie TV, 1 episodio (1964)
- Mr. Broadway – serie TV, episodio 1x11 (1964)
- Gli uomini della prateria (Rawhide) – serie TV, 2 episodi  (1964-1965)
- Branded – serie TV, episodi 2x03-2x31-2x32 (1965-1966)
- Peyton Place – serie TV, 8 puntate (1965–1966)
- Bonanza – serie TV, 2 episodi (1965–1967)
- Polvere di stelle (Bob Hope Presents the Chrysler Theatre) – serie TV, 2 episodi (1966–1967)
- Intrigo a Montecarlo (How I Spent My Summer Vacation), regia di William Hale – film TV (1967)
- Organizzazione U.N.C.L.E. (The Man from U.N.C.L.E.) – serie TV, 2 episodi (1967)
- Cimarron Strip – serie TV, episodio 1x11 (1967)
- Medical Center – serie TV, 2 episodi (1972–1974)
- Kojak – serie TV, 1 episodio (1973)
- The Nurse Killer – film TV (1975)
- Sulle strade della California (Police Story) – serie TV, 1 episodio (1975)
- McMillan e signora (McMillan & Wife) – serie TV, 1 episodio (1976)
- Colombo (Columbo) – serie TV, episodio 6x01 (1976)
- Starsky & Hutch – serie TV, 1 episodio (1976)
- L'incredibile Hulk (The Incredibile Hulk) – serie TV, 2 episodi (1981)
- Quincy (Quincy, M.E.) – serie TV, 1 episodio (1983)

## Doppiatrici italiane
- Renata Marini in Il grande campione, Mani insanguinate
- Elda Tattoli in Il fidanzato di tutte, La carica delle mille frecce
- Rosetta Calavetta in Crisantemi per un delitto, La via del West
- Fiorella Betti in La meteora infernale
- Germana Dominici in Starsky & Hutch